# Carbone Beni
Pour les articles homonymes, voir Carbone et Beni.
Ne doit pas être confondu avec Benito Carbone.
Carbone Beni, de son nom complet Carbone Beni wa Beya, né le 15 août 1985 à Kinshasa, au Zaïre, est un défenseur des droits de l’homme, un militant pro-démocratie congolais et cofondateur du mouvement citoyen Filimbi,.

## Biographie

### Enfance et éducation
Carbone Beni est né le 15 août 1985 et grandit à Kinshasa, au Zaïre (actuelle République démocratique du Congo). Il a fait sa scolarité dans des établissements privés congolais, notamment au complexe scolaire Les petites disciples dans la zone résidentielle de la commune de Limete. En 2014, après l’obtention de son diplôme d’Etat, il poursuit ses études en technologies de l'information et de la communication à l’Université Technologique de Bel Campus, puis un baccalauréat en Administration des affaires à l’Université canadienne au Congo,.

### Mouvement Filimbi
En 2015, quelques semaines plus tard après le lancement officiel du collectif qui avait eu lieu le 15 mars 2015, Carbone Beni rejoins le mouvement citoyen « Filimbi », un mot d’origine swahili qui signifie « coup de Sifflet ». Ce mouvement vise à accroitre la participation citoyenne des jeunes congolais dans le processus démocratique. Il est composé des cellules sur tout le territoire national appelé « Sinzile » en lingala qui signifie « sentinelle » en français,. Le mouvement se fait connait durant les évènements de protestations janvier 2015 contre le troisième mandat de l’ancien président Joseph Kabila au pouvoir depuis 2001 et la crise politique de 2016 en république démocratique du Congo,,.

### Affaires judiciaires
En décembre 2016, Carbone Beni était au cœur de la grande mobilisation anti-Kabila pour la marche des chrétiens catholiques du 31 décembre 2017, initiée par le Comité Laïc de Coordination. Il a été brutalement arrêté aux côtés des quatre autres de ses camarades, a déclaré la directrice de Human Rights Watch en Afrique centrale Ida Sawyer,,. Puis il a été détenu pendant plus de neuf mois dans les cachots de l'Agence nationale de renseignements (ANR) à Kinshasa,, avant d’être officiellement inculpé le 26 septembre pour « atteinte à la sûreté intérieure de l’État », « offense au chef de l’État », et « publication et distribution d’écrits subversifs ». Ils furent condamnés à douze mois de prison par le Tribunal de Paix de la Gombe à Kinshasa.

Ils ont été libérés le 25 décembre 2018,,. Carbone a confirmé continuer le combat malgré les obstacles qui se présenteront sur son chemin, il déclare ouvertement : 

« Nous avons retenu une chose : l’oppresseur va toujours oppresser, il va toujours arrêter. Mais les enfants de Dieu finiront par gagner. Malgré la détention d’une année, on sort vainqueurs. On a beaucoup d’énergie et puis on pense que la lutte va continuer,,. »

### 2019 à présent
En décembre 2019, pour le premier anniversaire de l’alternance politique en République démocratique du Congo, Carbone Beni s’est opposé à l’idée d’immortaliser la passation des pouvoirs à travers un billet de banque tamponné des visages de Joseph Kabila et  Félix Tshisekedi,. Selon lui,  cela rapprocherait le pays d’un culte de personnalité.